# 高松シンボルタワー

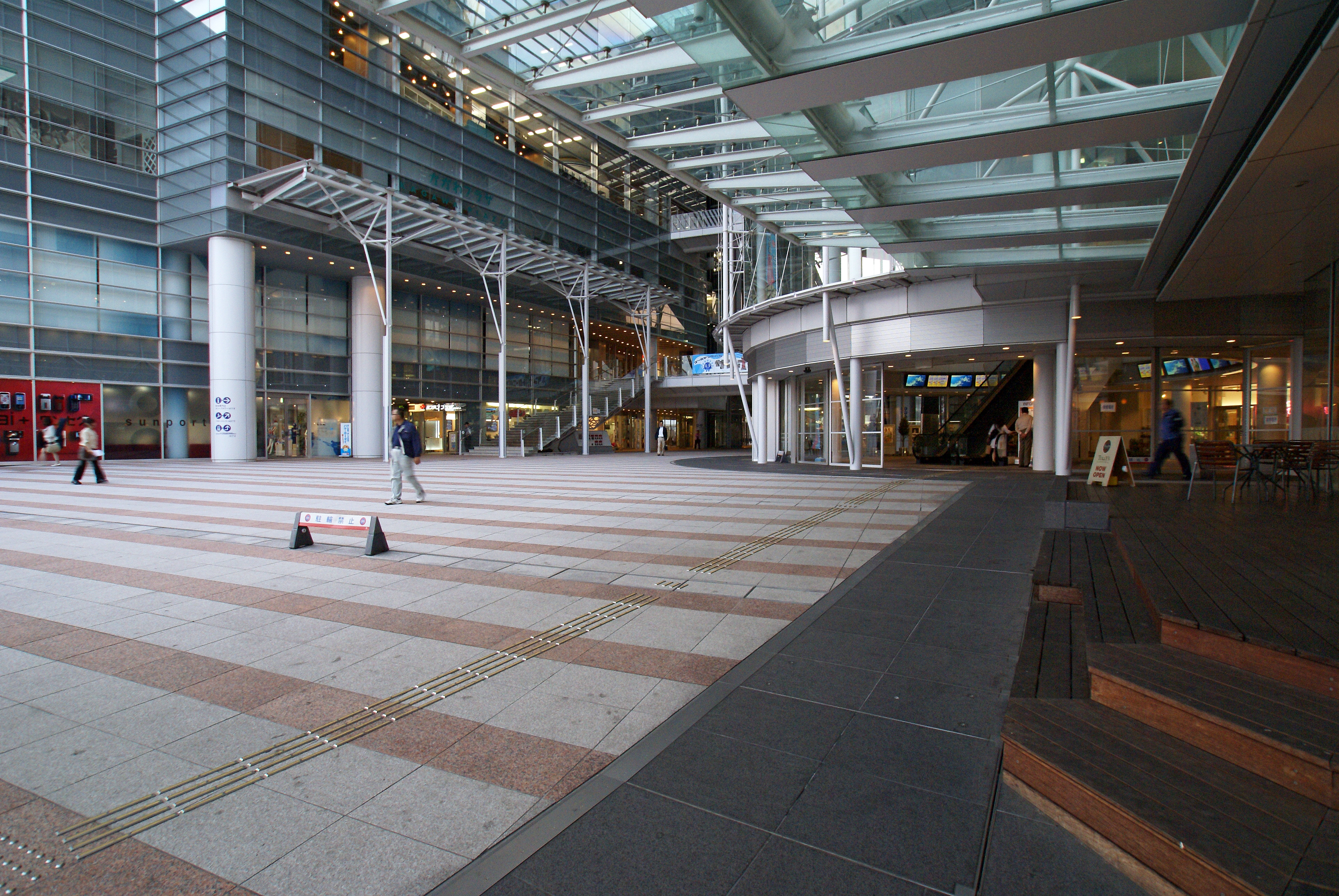
高松シンボルタワー入口

高松シンボルタワー（たかまつシンボルタワー）は、香川県高松市サンポートに所在する超高層ビル。四国地方で最も高い建築物である。

## 概要
サンポート高松の中核を担う再開発ビルとして2004年（平成16年）に完成した。オフィス、商業施設、イベントホールなどを擁する複合商業施設であり、シンボルタワー開発株式会社が所有している。香川県や高松市のイベント会場としても使用される。タワー棟の9階から28階までは賃貸オフィスになっており、四国地方における経済拠点の一つにもなっている。
最高高さは約151.3mであり、2012年（平成24年）現在、四国地方の超高層ビルとしては最高層となっている。当初の計画では140m台の高さとなる予定であったが、当時中四国一の高さであったNTTクレド基町ビル（広島市・150m）を超えるために計画を変更し、現在の高さとなった。しかし、2003年（平成15年）12月にアーバンビューグランドタワー（広島市・166m）が竣工したため、「中四国一」の称号は得られなかった。なお、高松シンボルタワーが竣工するまでの四国最高層の高層ビルは同じ高松市にある香川県庁舎（約113.2m、2000年竣工）であり、こちらは現在第2位となっている。
また、延べ床面積はイオンモール高松（10万7138m2）やゆめタウン高松（11万7000m2）などに匹敵する10万3264.16m2であり、これはショッピングセンターを除く建造物としては四国最大規模となっている。
このビルの開業によって新たに膨大な床面積が供給されることになり、高松市中心部のオフィススペースは約1割増加した。当初はそれまで高松市に拠点を持っていない県外企業の入居を当て込んでいたが、実際はほとんどがそれまで中央通りに拠点を置いていた企業が移転して入居しており、新規進出企業は皆無であった。これは四国経済の拠点的オフィス街である中央通りに大きな打撃を与え、事業所の郊外移転や支店の統廃合といった環境の変化も相まって深刻な空室率の増加をもたらした。
2025年現在では、テナント利用料が近隣の施設（タカマツオルネなど）よりも高く、コロナ禍で顧客の減少なども打撃を受け、1階・2階・3階と階数が増えるにつれて、テナントの空室率が深刻化している。
施設内の商業施設は、決済サービスのQUICPayに加盟している。

## 主な施設

### ホール棟
- かがわプラザ
- e-とぴあ・かがわ
- 香川ビジネスターミナル
- ヨンデンプラザ・サンポート
- サンポートホール高松
- マリタイムプラザ高松
  - 展望レストラン
  - セブン-イレブン高松サンポート店 - 2013年1月12日に閉店したサンクスサンポート店とは異なる場所。
  - フレッシュネスバーガーマリタイムプラザ店
  - こだわり麺やサンポート高松店

### タワー棟
タワー棟には多くの企業の支社・支店が置かれ、四国地方における経済的拠点の一つとなっている。
オフィスに入居する主な企業・団体
- 四国計測工業 - 高松オフィス
- バース - 本社
- アステラス製薬 - 四国支店
- アディーレ法律事務所 - 高松支店
- アフラック生命保険 - 高松支社
- NTTドコモ - 四国支社
- カゴメ - 四国支店
- 高圧ガス保安協会 - 四国支部
- JFE商事 - 四国支店
- JFEスチール - 四国支店
- スタッフサービス - 高松オフィス
- 住友商事 - 四国支店
- 住友電気工業 - 四国営業所
- セブン-イレブン・ジャパン - 高松地区事務所
- ALSOK - 香川支社
- ソニー生命保険 - 高松支社
- 大成建設 - 四国支店
- 田辺三菱製薬 - 四国支店
- 第一三共 - 四国支店
- ニプロ - 四国支店
- フィリップモリス・ジャパン - 高松ディストリクト
- JASRAC - 四国支部
- 日本弁理士会 - 四国支部
- 四国厚生支局の一部部署[2]

展望ロビー（高層棟最上階：30階）
- 南向き、約46m2。かつては約106m2の広さがあったが、2009年（平成21年）2月に一時閉鎖され、同年3月一部がレストランスペースとなり再開放された。

## 交通
- JR四国 高松駅下車。
- 高松琴平電気鉄道 高松築港駅下車。